# Sporisorium duranii
Sporisorium duranii är en svampart som först beskrevs av Vánky, och fick sitt nu gällande namn av Vánky & Cunningt. 2005. Sporisorium duranii ingår i släktet Sporisorium och familjen Ustilaginaceae.   Inga underarter finns listade i Catalogue of Life.